# Conops nigrescens
Conops nigrescens är en tvåvingeart som beskrevs av Camras 1961. Conops nigrescens ingår i släktet Conops och familjen stekelflugor. Inga underarter finns listade i Catalogue of Life.